# バース・スパ駅
バース・スパ駅（英語: Bath Spa railway station）は、サウス・ウェスト・イングランド・バース市の中心駅である。グレート・ウェスタン本線が乗り入れており、パディントン駅から172.0 km（106マイル71チェーン）の地点にあり、チッペナム駅とオールドフィールド・パーク駅の間に位置する。略号はBTH。
駅はグレート・ウェスタン・レールウェイの管轄で、同社運行の列車のみが乗り入れる。

## 歴史

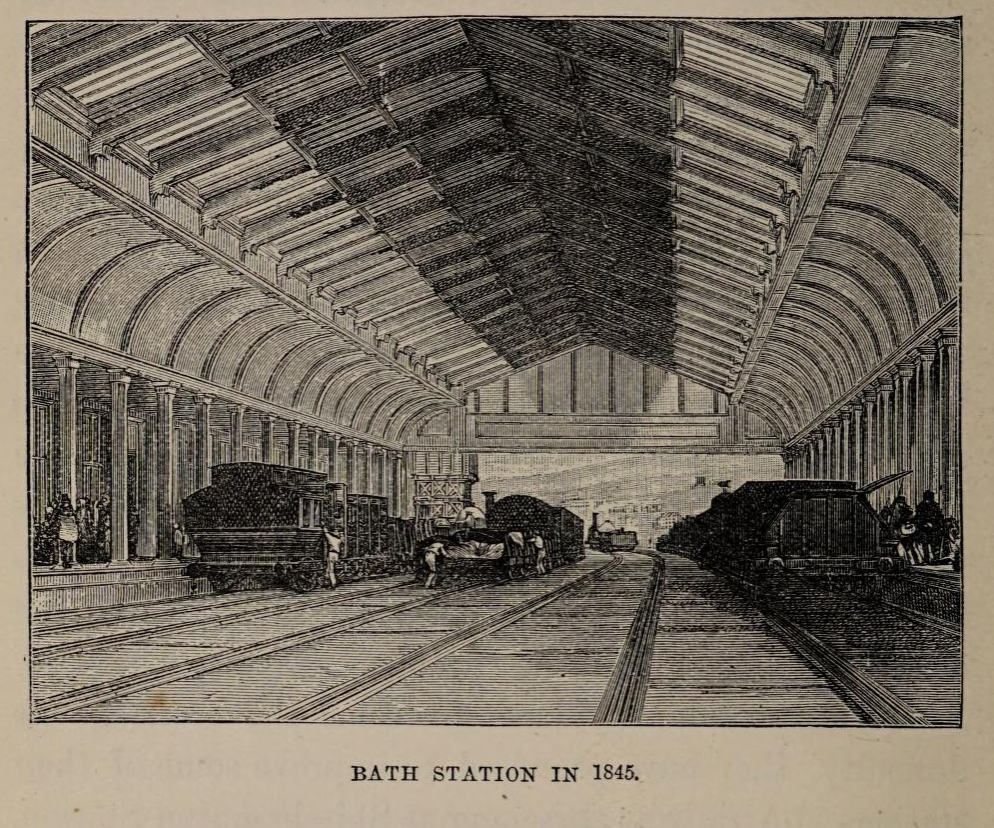
1845年の駅。初代の屋根が描かれている。

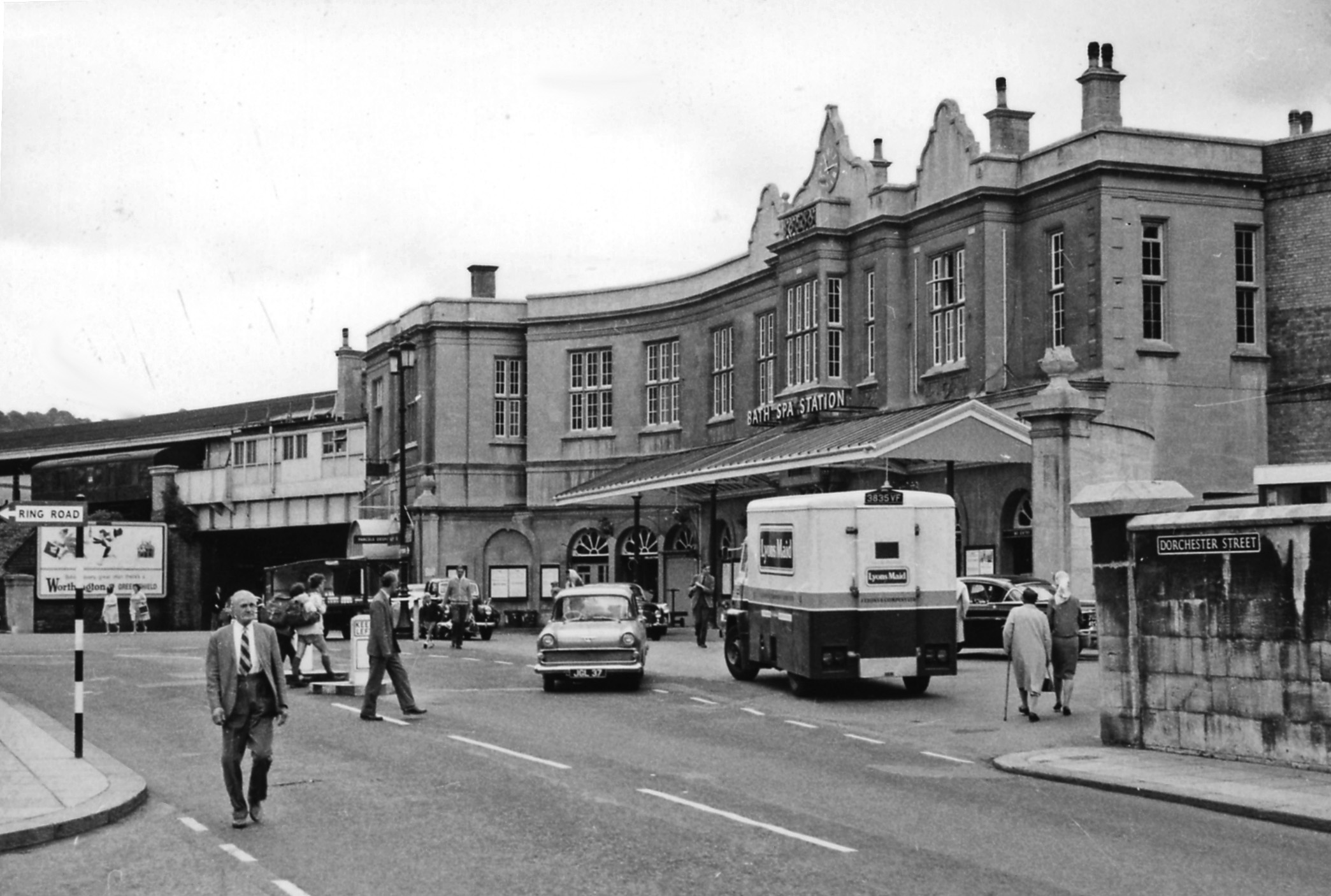
1962年のバース・スパ駅

バース・スパ駅は1840年にブルネルによってグレート・ウェスタン鉄道のために建設され、現在では第2*級指定建造物に指定されている。駅はエイヴォン川の北岸にあり、南岸から線路が駅へ曲がる地点に位置している。駅舎は左右非対称のチューダー様式で建設され、湾曲した切妻が特徴である。駅は1840年8月31日にバース駅（Bath）として開業し、1949年にバース・グリーン駅（1951年までバース駅を名乗り続けた）と区別するためにバース・スパ駅（Bath Spa）と改名された。
駅は元々広軌規格で建設されたため、ホーム間は広く空いている。駅には元々、現在ブリストル・テンプル・ミーズ駅で見られるようなハンマービーム屋根が存在したが、1897年にホームを延長する際に撤去された。
駅のすぐ西、本線の北側にはかつて三線の貨物上屋が建てられていた。1877年には西に500 m進んだウェストモアランドに貨物積載所が建設され、貨物上屋は1897年の改修時に撤去された。
駅裏口からエイヴォン川対岸までを歩道橋が結んでおり、市のウィドコム地区へ直接向かえるようになっている。1862年に開通したこの橋は当初木造で、有料だった（地元ではハーフペニー橋として知られている）。しかしながら、この橋は1877年に崩れ多くの死者を出したため、同年に現在の鋼鉄桁橋に置き換えられた。

### 再開発

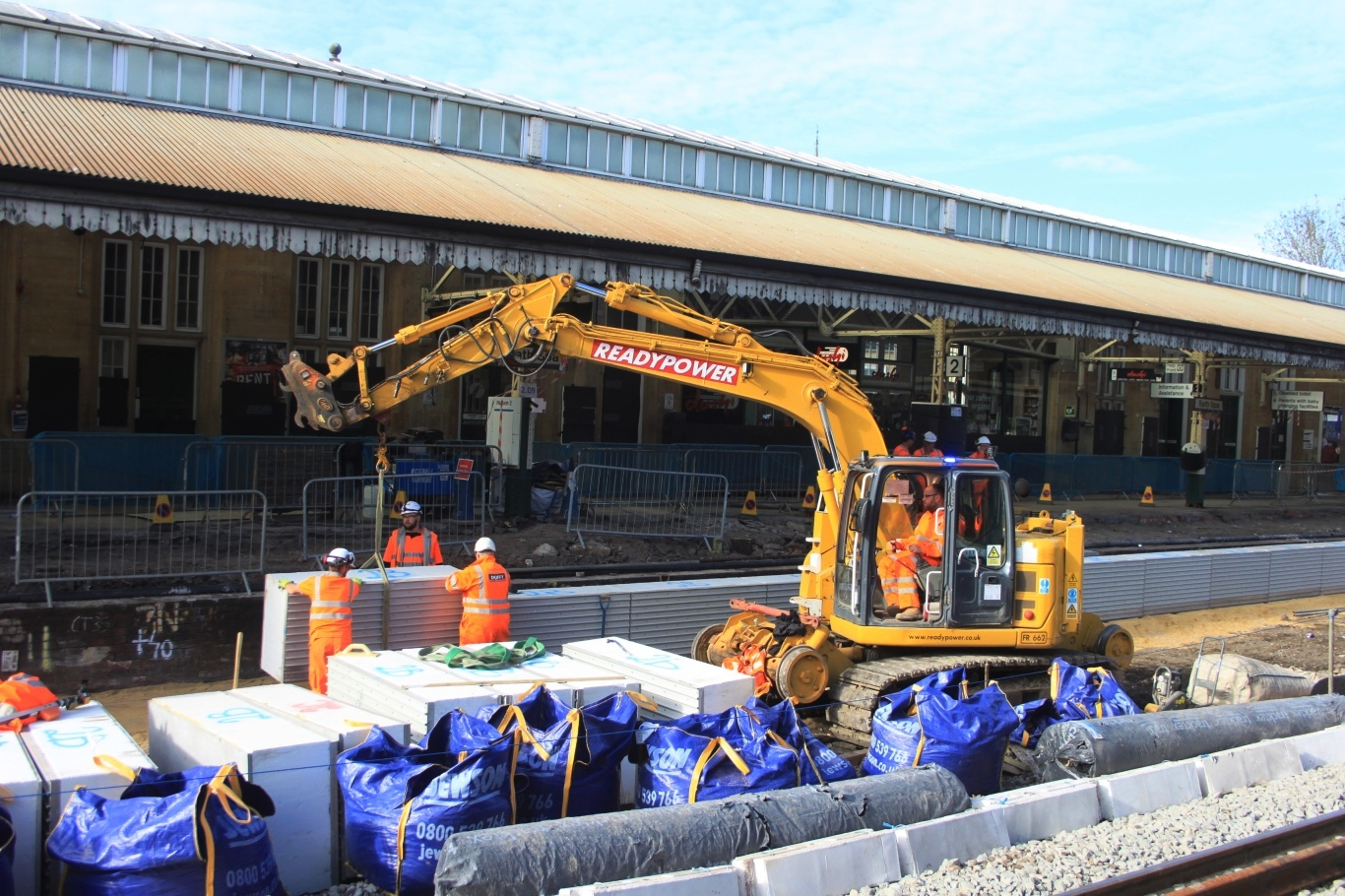
2017年のプラットホーム改修工事

国鉄民営化後、駅はグレート・ウェスタン・レールウェイが管理している。2005年、会社は指定建造物の改修工事（プラットホームへのエレベーター設置などを含む）許可を得た。同時に改札口も設置された。
新しいバース自動車駅やサウスゲートのショッピングセンターとの統合や、駅の駐車場の一部および北部スロープを活用したレストラン施設の再開発を含む開発工事が2011年、1200万ポンドかけて着工された。また、駅のアーチの一部を改修して商店街の利用促進を図る計画案も存在する。
バース・スパ駅は2013年の国際駅コンテストにおいて、中規模駅部門（Medium-Sized Sttaion）および全駅中（Overall）で最良賞を受賞している。
2017年4月、駅はグレート・ウェスタン本線電化工事のために改修された。指定建造物としての地位ゆえ、電化設備に合わせてホームの屋根を削ることが不可能であったため、将来の架線柱を線路間に設置できるようホームが拡張された（当駅を含む区間の電化工事は2016年11月に延期が決定された）。この工事の結果、通路が以前より広がり、列車とホーム間の隙間が狭められた。

### 市内の他駅
当駅以外の鉄道駅として、現在バース市内にはオールドフィールド駅が西部の近郊に存在するのみである。駅は通勤用の小駅で、ブリストルやバース・スパ、およびその先の駅に向かう一部の列車のみが停車する。
かつてバース市内にはグリーン・パーク駅（ミッドランド鉄道社のターミナル駅であり、覆い屋根や開業当時の駅舎が現存する。かつて「バース・クイーン・スクエア駅」を名乗っていた）、バーサンプトン駅、ウェストン駅（ミッドランド線の駅で、1953年廃止）が存在していた。ウェストモアランド・ロード駅はグレート・ウェスタン鉄道の貨物駅だった。グレート・ウェスタン線のテュワートン＝オン＝エイヴォン駅およびハンプトン・ロウ駅は1917年に第一次世界大戦による経済統制によって廃止された。

## 運行

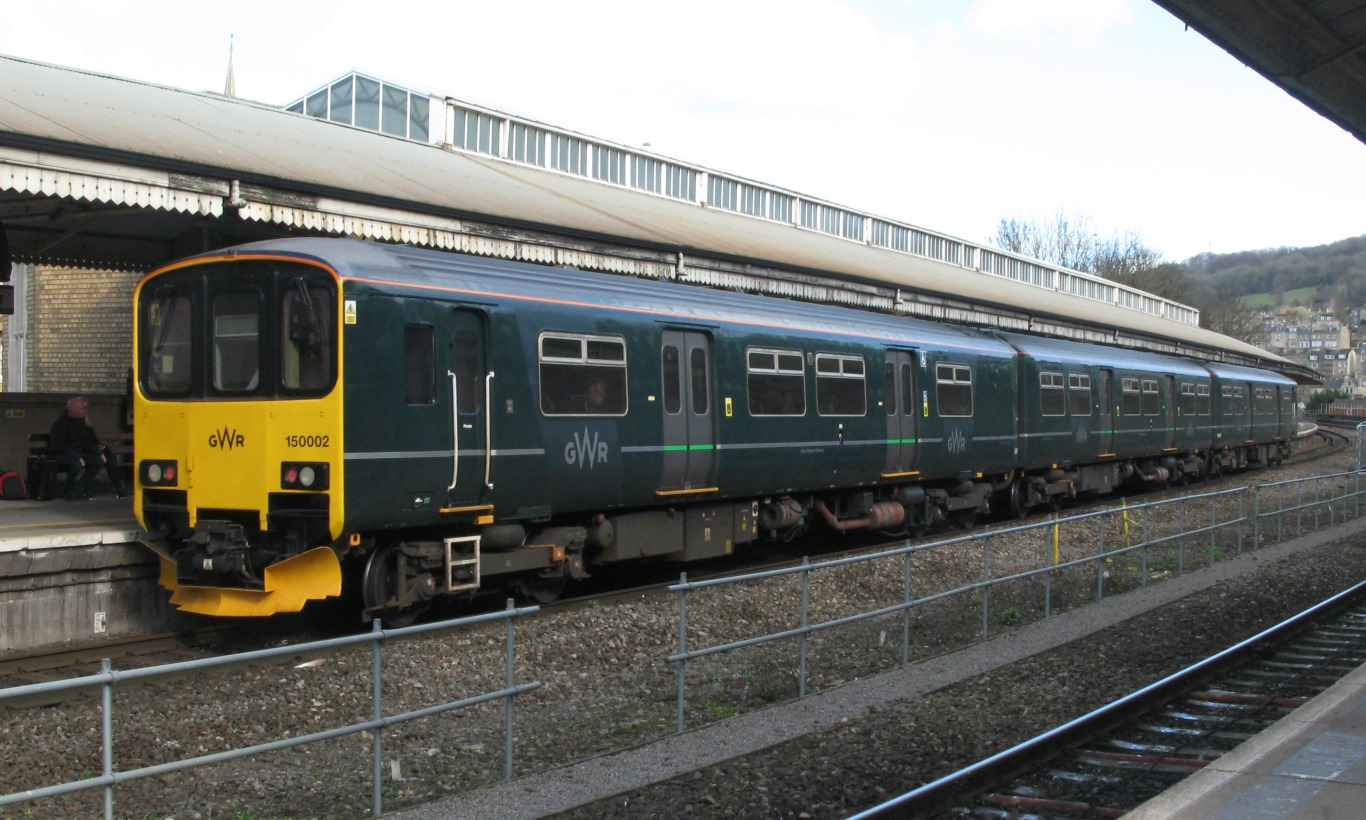
バースに停車する150形のウェストベリー行列車

バース・スパ駅に乗り入れる列車はすべてグレート・ウェスタン・レールウェイによって運行される。ロンドン・パディントン駅 - ブリストル・テンプル・ミーズ駅間を結ぶ定期列車が運行され、バースカラチッぺナム、スウィンドン、レディング、さらに一部列車はウェストン・スーパー・メア、トーントンまで運転される
駅にはカーディフ中央駅からポーツマス・ハーバー、グロスター、ブリストルからウエストベリー、ウェーマス行きの列車が運行されている。これらの列車は経路に位置する多数の小駅へのアクセス手段として機能している。ほとんどの列車には165形か166形が使用されている。

### 隣の駅
ナショナル・レール（グレート・ウェスタン・レールウェイ運行）
■グレート・ウェスタン本線
ブリストル・テンプル・ミーズ駅 - バース・スパ駅 - チッペナム駅
■ウェセックス本線
ケインシャム駅 - バース・スパ駅 - ブラッドフォード・オン・エイヴォン駅
■ハート・オブ・ウェセックス線
オールドフィールド・パーク駅 - バース・スパ駅 - フレッシュフォード駅